# 鷲尾真知子
鷲尾真知子（日语：鷲尾 真知子，1949年6月2日—），日本女演員、配音員。出身於神奈川縣。SIS company所屬。丈夫為已故、與妻子同樣從事演員的中嶋秀。

## 來歷、人物
精華學園女子高校（現在校名是東海大學附屬市原望洋高校）畢業後。1969年，加入劇團NLT從參加舞台公演起家，而展開其演藝生涯。所屬期間也參加劇團夢之遊眠社舉行的公演活動。
配音作品方面，代表作是《福星小子》的要角櫻花，原因是被來看舞台劇的斯波重治看中。並從1985年的真人電影《紅色眼鏡》開始，成為導演押井守作品重要的演員人選。
1989年從NLT退團之後，積極參加電視劇的演出，2003年以電視劇《大奧》（飾演葛岡）由於受到好評，因此有在全系列中出演。
私生活方面，1978年左右與NLT時期的同行演員中嶋秀開始交往，但2人實際上是在2003年經事實婚姻才正式成為夫妻。而鷲尾跟中嶋在經過了25年之後才結婚，原因是雙方親人都陸續離開人世，而考量到將來是否能領到保險金時才進行結婚登記。
2017年7月6日晚上，丈夫在進行舞台排演時，因主動脈剝離從舞台上摔落當場失去意識，送醫前已無生命跡象。丈夫病倒的那天，鷲尾在明治座進行舞台劇公演的前一天正在排演，同年7月12日，鷲尾以遺孀身份，在公演的休息日當天在東京高圓寺舉辦丈夫的告別式。
特長：日本舞。

## 演出作品（演員）

### 舞台劇
- ULTRA PURE！（2010年）
- 我們的小鎮（日语：わが町）（2011年）
- 毒太陽（2011年7月－8月，天王洲 銀河劇場（日语：天王洲 銀河劇場） 等）
- 阿達一族（2014年）
- 不羈吧！男孩（2014年8月29日－9月21日，世田穀公共劇場 等）－桃樂絲
- /渡愛唱歌（2016年2月，三越劇場（日语：三越劇場））－女將[12][注 1]
- （2017年，OFFICE 3○○）
- （2017年，明治座）
- （2017年，明治座）
- The Beauty Queen of Leenane（2017年，風姿花傳劇場）
- ，2018年，小松座（日语：こまつ座）&世田穀公共劇場 等）
- 喜劇 有頂天團地（2018年，松竹）
- 現代能樂集X『幸福論』 ～來自能「道成寺」「隅田川」（2020年11月29日－12月20日，THEATRE TRAM（日语：世田谷パブリックシアター））[14]
- 朋友（2021年9月3日－26日，新國立劇場／10月2日－10日，Sankei Hall Breeze）

### 電視劇

#### NHK系列
NHK
- 大河劇
  - 源義經（日语：源義経 (NHK大河ドラマ)）（1966年）－空
  - 龍馬來了（1968年）－菊
  - 獨眼龍政宗（1987年）－御佐子
  - 八代將軍吉宗（1995年）－瀨川
  - 葵德川三代（2000年）－安積覺兵衛
  - 花燃燒（2015年）－潮
- 連續電視小說
  - 醬油的女兒阿香（1985年）－馬場律江
  - 春天來吧（1995年）－矢野原智惠子
  - Come Come Everybody（2021年度後期）－橘久[15]
- （1990年）
- 深深沉睡的存在（日语：存在の深き眠り）（1996年）－鶴田信子
- 结婚詐欺（日语：結婚泥棒）（2002年）－衣笠茂代子
- （2002年）－淺見和枝
- 御宿翠鳥（日语：御宿かわせみ）（2003年－2005年）－阿吉
- 迷路的大人們（日语：ウォーカーズ〜迷子の大人たち）（2006年）－進藤和江
- （2009年）－遠藤豆子
- 獄醫立花登備忘錄（日语：獄医立花登手控え#テレビドラマ（2016年））（2016年）－喜代
- 親愛的患者 ～羈絆的病歷簿～（日语：ディア・ペイシェント#テレビドラマ）（2020年）－淺沼知惠子
- 反正都快死了（日语：すぐ死ぬんだから#テレビドラマ）（2020年）－清美

NHK BS Premium
- 法庭新鮮人（日语：そこをなんとか#第1シーズン（2012年））（2012年）－片桐成子
- 搜查會議在客廳！（日语：捜査会議はリビングで!）（2018年）－花田道子
  - 搜查會議在客廳 再來一碗！（2020年）
- 編舟記（2024年）－松本千鶴子

#### 日本電視網
日本電視台
- 第27話、第29話（1968年）
- 猿飛佐助（日语：猿飛佐助 (1980年のテレビドラマ)）（1980年）－高木
- 週二懸疑劇場
  - 監察女醫 室生亞季子（日语：監察医・室生亜季子）（1990年）－飯田町子
  - 地方記者 立花陽介（日语：地方記者・立花陽介）11 山陰出雲通信局（1998年）
  - 檢事 霞夕子（日语：検事・霞夕子）15 我竟然會不知道（2000年）－上田昌江
- 長七郎江戶日記（日语：長七郎江戸日記）（1991年）－阿安
- 孩子入睡後（日语：子供が寝たあとで）（1992年）
- 嫁給億萬富翁的方法（日语：億万長者と結婚する方法）（2000年）
- 心理醫恭介（日语：サイコドクター）（2001年）－早瀨的母親
- 偵探家族（日语：探偵家族）（2001年）－手塚里美
- 珍·瑪波系列（日语：ミス・マープルシリーズ (日本テレビのドラマ)）（2006年）－紀塔
- 高中生餐廳（2011年）－坂本陽介的奶奶
- 世界上最艱難的戀愛（2016年）－高田潤子
- 房仲女王（2016年）－雨宮智代

讀賣電視台
- 蜜桃關係（日语：ピーチな関係）（1999年）－小清水孝枝
- 永遠的孩子（日语：永遠の仔）（2000年）－有澤弓子
- 本家的新娘（日语：本家のヨメ）（2001年）－高橋千鶴子
- Message ～背叛的語言～（日语：メッセージ〜言葉が裏切っていく〜）（2003年）
- 名偵探柯南 致工藤新一的挑戰書 ～怪鳥傳説之謎～（2011年）－土師富

#### TBS電視網
TBS
- 第21話、第21話（1969）－美佐
- 大岡越前（日语：大岡越前 (テレビドラマ)）
  - 第1部（日语：大岡越前 (テレビドラマ)#第1部） 第12話（1970年6月1日）
- 笑逐顏開（日语：顔で笑って）（1973年）
- （1982年）
- 紅族的叛亂（日语：くれない族の反乱）（1984年）－原田美幸
- 我家的孩子們…（日语：うちの子にかぎって…）（1984年）－廣瀨栞的母親
- 親子遊戲（日语：親子ゲーム）（1986年）
- 最終話（1987年）
- （1987年）－上田伸惠的母親
- 3年B班金八老師
  - 特別篇6（1987年）－西野雄也的母親
  - 第3系列（1988年）－高峰英和的母親
  - 特別篇8（1990年）－青山
  - 第4系列（1995年）－日下信二的母親
  - 第5系列（1999年）－日野敬太的母親
- 隔壁的女性（日语：となりの女）（1986年）－佐知江
- 不明白愛的方法（日语：愛し方がわからない） 第5話（1989年）－金山花子
- 卒業（日语：卒業 (テレビドラマ)）（1990年）
- 金田一耕助傑作推理 惡魔吹著笛子來（日语：古谷一行の金田一耕助シリーズ#名探偵・金田一耕助）（1990年）－松山節子
- 交給我吧親愛的（日语：まかせてダーリン (テレビドラマ)）（1998年）－宮部鈴
- 熱血教師（日语：ガッコの先生）（2001年）－小野寺美智子
- 週一懸疑劇場（日语：月曜ミステリー劇場） 橫山秀夫懸疑劇 逆轉的夏天（2001年）－串間節子
- 暴風雨之戀（2004年）－東海林京子
- 女子刑務所東三號房（日语：女子刑務所東三号棟）（2008年）－及川多惠子
- 佐佐木夫妻大戰（2008年）－小鹿力的妻子
- 週一GOLDEN（日语：月曜ゴールデン）
  - 只有房東知道！ ～幸多福子之下町事件簿～（2010年）－清水美津子
  - 財務搜査官 雨宮瑠璃子（日语：財務捜査官 雨宮瑠璃子）（2012年）－漆原久代
- 浪花少年偵探團（2012年）－餅乾店「HOHO」店主
- 神南署安積班6（日语：ハンチョウ〜警視庁安積班〜）（2013年）－江藤春子
- 確証 ～警視廳搜査3課（2013年）－上村早苗
- 酒店禮賓部（2015年）－朝比奈律子
- 凪的新生活（2019年）－吉永志乃

MBS
- 風的遺言（日语：風たちの遺言）（1995年）

#### 富士電視網
富士電視台
- 獅王主婦劇場（日语：ライオン奥様劇場）
  - （1971年）－奧女中千加
  - （1978年）－山中貴惠子
- （1972年）
- 新宿警察（日语：新宿警察） 第1話「新宿24小時」（1975年）
- 不可思議犬通通（日语：ふしぎ犬トントン） 第14話（1979年）
- （1993年）
- 親愛的爸爸（日语：世界で一番パパが好き）（1998年）
- 庶務二課（1998年）－澤田美子
- TABLOID（日语：タブロイド (テレビドラマ)）（1998年）－山本釣子
- 週五娛樂（日语：金曜エンタテイメント）
  - 毛骨悚然撞鬼經驗（1999年）－「社內怪報」
  - 音之犯罪搜査官 響奈津子（日语：音の犯罪捜査官・響奈津子）（2001年）－佐和子
  - （2006年）－佐佐木
- 浪漫巴士站（日语：バスストップ (テレビドラマ)）（2000年）－三上和枝
- 打拼男人幫（日语：ロケット・ボーイ）（2001年）－松井千鶴子
- 新上班女郎（2001年）－鈴木靜子
- 忠臣藏1/47（日语：忠臣蔵1/47）（2001年）－「狸貓」民宿女將
- 紅鬍子（日语：赤ひげ (2002年のテレビドラマ)）（2002年）－阿竹
- 怪談百物語（日语：怪談百物語）（2002年）－阿吉
- 戀愛偏差值（日语：恋愛偏差値）（2002年）－壽育江
- （2002年）－三井睦美
- 鑽石尤物（日语：ダイヤモンドガール）（2003年）－南條愛子
- 鬼鄰居（日语：あなたの隣に誰かいる）（2003年）－網川睦子
- 大奧（2003年－2005年）－葛岡
- X'smap ～獅與虎與五個男人～（日语：X'smap〜虎とライオンと五人の男〜）（2004年）
- 獅與虎與五個男人（日语：X'smap〜虎とライオンと五人の男〜）（2004年）
- 怪談特別劇場（日语：怪談スペシャル）（2005年8月2日）－阿吉
- 急症群英（2005年）－須藤昌代
- 積木倒了（日语：積木くずし）（2005年）－石塚智子
- 不信的時候 ～woman wars～（2006年）－野上町子的叔母
- 殺手藤枝梅安（日语：仕掛人・藤枝梅安）（2006年）－阿關
- 史汀松岡 千鈞一髮！（日语：スティング松岡 危機一髪!）（2006年）－石堂惠美
- 太郎語次郎 ～反省猴子和我的夢～（日语：太郎と次郎〜反省ザルとボクの夢〜）（2007年）－芳江
- 島根的律師（日语：島根の弁護士）（2007年）－絹代
- （2007年）－晴子
- 山女壁女（2007年）
- 鹿男異想世界（2008年）－福原房江
- 結婚萬歲（2009年）
- 飛特族，買個家。（2010年）－永田則子
- RICH MAN, POOR WOMAN（2012年）－夏井歌子
- 東野圭吾 懸疑故事「白色凶器」（2012年）－女醫
- 週五PRESTIGE（日语：金曜プレステージ） 紅色靈車系列（日语：赤い霊柩車シリーズ）（2012年）－木田民子
- 櫻桃小丸子（2013年）－櫻小竹
- 天誅 ～黑暗懲罰者～（日语：天誅〜闇の仕置人〜）（2014年）－三平彌生
- 新浪花金融道（2015年）－小骨敏江
- 櫻子小姐的腳下埋著屍體（2017年）－澤梅
- 元氣囝仔（2023年）－野村ヤス

關西電視台
- 夏樹靜子懸疑劇（日语：関西テレビ制作・月曜夜10時枠の連続ドラマ）「遙遠的秘密」（1986年）
- 驕陽戀人（日语：太陽がいっぱい (1998年のテレビドラマ)）（1998年）－松野止
- 心動急診室（日语：救急ハート治療室）（1999年）－一條玲子
- TOP LADY（日语：恋するトップレディ）（2002年）－織原須美子
- Real Clothes（2009年）

東海電視台
- 我們再婚了。（日语：再婚します。）（1988年）

#### 朝日電視網
朝日電視台
- 保鑣系列 我是保鑣（日语：俺は用心棒）（1969年）
  - 第16話－妙
  - 第23話－阿咲
- 鬼平犯科帳（日语：鬼平犯科帳 (テレビドラマ)） 第63話「女賊之戀」（1970年）－女中 阿常
- 燃燒的劍（日语：燃えよ剣#1970年版） 第15話「離別的雲」（1970年）－美代
- 假面騎士 第39話（1971年）－保母〈早苗〉[注 2]
- 第25話「惡之傀儡」（1972年9月7日）－阿里
- 彩虹化身俠 第4話、第5話（1972年）－櫻花
- 特別機動搜査隊（日语：特別機動捜査隊） 第594話（1973年3月21日）－康子
- 特搜最前線（日语：特捜最前線） 第5話「行蹤不明的愛」(1977年）
- 半七捕物帳 第2話「刀傷 吉良的脇差」（1979年4月10日）
- （1983年）
- 週一WIDE劇場（日语：月曜ワイド劇場） 續·女性萬引保全（1984年1月）
- 外科醫生柊又三郎（日语：外科医柊又三郎）（1995年）－鈴木峰子婦長
- 高級的食桌（日语：最高の食卓）（1997年）－房東
- 圈套（2003年）－金井民代
- 凝視愛與死（日语：愛と死をみつめて）（2006年）－神崎優子
- 週六WIDE劇場（日语：土曜ワイド劇場）
  - （1996年4月）
  - 殺人披露宴（日语：殺人披露宴）（1999年）－山田竹子
  - 事件（日语：事件 (テレビ朝日のテレビドラマ)）（2000年）－西谷由紀江
  - 人類學者岬久美子的殺人鑑定（日语：人類学者・岬久美子の殺人鑑定）（2014年）－鍋島時子
  - 奇怪的刑事（日语：おかしな刑事）（2015年）－藤原弘子
  - 西村京太郎神秘旅行（日语：西村京太郎トラベルミステリー）66（2016年）－古谷花江
  - 彥次郎醫生（日语：ドクター彦次郎）（2016年－）－後白河靜子
  - 檢事 惡玉（日语：検事・悪玉）1（2016年）－篠原成美
- 迷宮先生（2010年－2016年）－福成鈴
- 松本清張逝世20年紀念特別企劃 電視劇特輯 波之塔（日语：波の塔#2012年版）（2012年）－立江
- 京都人情搜査檔案（日语：京都人情捜査ファイル）（2015年）－川原澄江
- 科調所的女法研 第16季（2016年）－樋口敬子
- 刑警七人 第4系列 最終話（2018年9月12日）－中澤皋月[16]
- 緊急審訊室（2019年）－樫村澄江

朝日放送
- 江戶專家 必殺商人（日语：江戸プロフェッショナル・必殺商売人） 第20話（1978年）－阿瀧
- 必殺橋掛人（日语：必殺橋掛人）（1985年）－阿藤
  - 第7話
  - 第12話
  - 第13話[注 3]
- 週六WIDE劇場（日语：土曜ワイド劇場）
  - （2016年）－矢田部靜惠

#### 東京電視台
- （1969年）
- 大江戶搜査網（日语：大江戸捜査網）
  - 第73話「血煙代官屋敷」（1972年）
  - 第151話（1974年）－小紋
- 女人與愛與懸疑（日语：女と愛とミステリー）
  - 不倫調查員 片山由美（日语：不倫調査員・片山由美）3（2002年）－野川公江
  - （2003年1月）－愛子
- 週三懸疑9（日语：水曜ミステリー9）
  - 松本清張特別企劃 強蟻（日语：強き蟻#2006年版）（2006年）－川本咲
  - 沒有果實的森林（日语：花実のない森）（2017年）－山邊菊子
- 週一PREMIUM8（日语：月曜プレミア8） 警視廳強行犯係 樋口顯9（2020年）－遠藤昭江
- 孤獨的美食家 Season5[[[Wikipedia:格式手册/链接#章節|錨點失效]]]（2015年）－美由紀

#### 其它電視台
- 黑貓露西（2012年，神奈川電視台 等）－鴨志田幸子
- 人質朗讀會（日语：人質の朗読会）（2014年，WOWOW）－倉木祥子

### 電視節目
- 爆笑V6醫院！（日语：お笑いV6病棟!）（2000年－2001年，富士電視台）

### 電影
- 之類的東西（日语：の・ようなもの）（1981年）－阿姨導演
- 紅色眼鏡（日语：紅い眼鏡/The Red Spectacles）（1986年）－鷲尾綠
- （1988年）－村井醫師
- 再見，你好（日语：さよなら、こんにちは）（1990年）－今野和江
- 黑暗之家（日语：黒い家）（1999年）－波多野醫師
- 關於莉莉周的一切（2001年）－燙髮廊阿姨
- 千年之戀 光源氏物语（2001年）－末摘花
- 虹之女神（2006年）－森川千鶴的母親
- 信（2006年）－食堂阿姨
- 大奧（2006年）－葛岡（奧女中）
- 轉轉（2007年）－愛玉店的阿姨
- Hot Road（2014年）－姥姥老師
- 我啊，走自己的路（日语：おらおらでひとりいぐも#映画）（2020年11月6日）－圖書館司書

### 電視動畫
1981年
- 福星小子（櫻花）

1988年
- 新格林名作劇場 第1話「水晶之玉」（魔法使者）

### OVA
1985年
- 福星小子 了子的九月茶會（櫻花）

1987年
- 福星小子 夢想製造者因幡登場！拉姆的未來會是!?（日语：うる星やつら 夢の仕掛人 因幡くん登場! ラムの未来はどうなるっちゃ!?）（櫻花）

1988年
- 福星小子 生氣吧！冰砂（櫻花）

1989年
- 福星小子 對月亮吼叫（櫻花）
- 祖先大人萬萬歲！（四方田多美子）
- 福星小子 與山羊笑一個（櫻花）
- 福星小子 捉住那顆心（櫻花）

1991年
- 福星小子少女麻疹的恐怖（櫻花）
- 福星小子與靈魂約會（櫻花）

2010年
- 福星小子 障礙物游泳大會（日语：うる星やつら ザ・障害物水泳大会）（櫻花）

### 電影動畫
1983年
- 福星小子：愛星球之戀（日语：うる星やつら オンリー・ユー）（櫻花）

1984年
- 福星小子2：綺麗夢中人（櫻花[17]）

1985年
- 福星小子3：情侶樂天派（日语：うる星やつら3 リメンバー・マイ・ラブ）（櫻花）

1986年
- 福星小子4：鬼姬傳說（日语：うる星やつら4 ラム・ザ・フォーエバー）（櫻花）
- 天空之城（老闆娘〈達菲的妻子〉[18]）

1988年
- 福星小子 完結篇（日语：うる星やつら 完結篇）（櫻花）
- 龍貓（學校老師〈森山玲子〉[19]）

1990年
- MAROKO 麿子（日语：御先祖様万々歳!）（四方田多美子[20]）

1991年
- 福星小子：聖水奇緣（日语：うる星やつら いつだってマイ・ダーリン）（櫻花）

1994年
- 卜多力的一生（日语：グスコーブドリの伝記）（老闆娘）

### 遊戲
1990年
- 福星小子 STAY WITH YOU（日语：うる星やつら STAY WITH YOU）（櫻花）

1994年
- 福星小子 ～Dear My Friend～（日语：うる星やつら 〜ディア マイ フレンズ〜）（櫻花）

### 外語配音

#### 電影
- 幽浮魔點（珍·馬丁〈安妮塔·可桑（英语：Aneta Corsaut）〉）※富士電視台版。
- 法國中尉的女人（埃內斯蒂娜〈琳賽·芭絲特（英语：Lynsey Baxter）〉）※TBS版。

### 人偶劇
- （1979年－1982年）－瓦特博士

### 廣告
- 樂敦製藥（1999年）
- 和民（2012年）

## 腳註

## 相關人物
《大奧》奧女中三重奏（大奧Three Amigos）
- 久保田磨希（日语：久保田磨希）
- 山口香緒里（日语：山口香緒里）

## 外部連結
- SIS Company公式官網的資歷簡介 （页面存档备份，存于） （日語）
- 日本電影數據庫（JMDb）上鷲尾真知子的資料（日語）
- 鷲尾真知子 （页面存档备份，存于） （日語）－allcinema（日语：allcinema）
- 鷲尾真知子 （页面存档备份，存于） （日語）－KINENOTE（日语：キネマ旬報映画データベース）
- Machiko Washio在互联网电影资料库（IMDb）上的資料（英文）
- 鷲尾真知子 Movie Walker （页面存档备份，存于） （日語）